# Henry Pollock
Pour les articles homonymes, voir Pollock.

a Compétitions nationales et continentales officielles uniquement.

b Matchs officiels uniquement.
Dernière mise à jour le 23 juillet 2025.
Henry Pollock, né le 14 janvier 2005 à Banbury (Angleterre), est un joueur international anglais de rugby à XV évoluant aux postes de troisième ligne aile et de troisième ligne centre avec les Northampton Saints.

## Biographie

### Jeunesse et formation
Henry Pollock naît le 14 janvier 2005 à Banbury, ville du comté d'Oxfordshire en Angleterre. Issu d'une famille sportive d'origine écossaise, il pratique la natation et le triathlon durant son enfance. Sa sœur aînée, Zoe, est une athlète spécialisée en 400 mètres et 400 mètres haies, représentant Oxford City ainsi que l'université de Géorgie.
Henry Pollock commence la pratique du rugby à XV au poste de demi de mêlée avec la Beachborough Prep School à Westbury et en club avec le Buckingham RUFC à l'âge de cinq ans. Par la suite, il rejoint les Northampton Saints et intègre l'académie du club lorsqu'il est dans la catégorie des moins de 13 ans. Il évolue avec toutes les équipes de jeunes du club et devient capitaine de l'équipe des moins de 18 ans des Northampton Saints qui atteint la finale de l'Academy League en 2023.
En 2022, il est capitaine de l'équipe d'Angleterre des moins de 18 ans.

### Carrière professionnelle
Henry Pollock fait ses débuts avec l'équipe première des Northampton Saints à seulement 17 ans, lors de la Premiership Rugby Cup pendant la saison 2022-2023, disputant trois rencontres (dont une en tant que titulaire) face aux London Irish, Saracens et Newcastle Falcons. Lors du match contre les Saracens disputé en octobre 2022, il devient le plus jeune marqueur d'essai du club de l'ère professionnelle en inscrivant un doublé. Il signe son premier contrat professionnel au printemps 2023.
En novembre 2023, il joue son premier match en Premiership contre les Leicester Tigers. Il est également prêté aux Bedford Blues en deuxième division anglaise pour la saison 2023-2024, disputant cinq rencontres et inscrivant trois essais. Pendant la saison, en janvier 2024, il est sélectionné avec l'équipe d'Angleterre des moins de 20 ans pour le Tournoi des Six Nations des moins de 20 ans. Le mois suivant, il marque un triplé lors de ses débuts avec les moins de 20 ans contre l'Italie. À l'issue de la compétition, il est nommé meilleur joueur du Tournoi après avoir été désigné joueur du match à trois reprises, contribuant largement au succès de l'Angleterre. En juin 2024, il est de nouveau sélectionné, cette fois-ci pour participer au Championnat du monde junior en Afrique du Sud. Le mois suivant, il remporte la finale face à la France et est sacré champion du monde.
La saison suivante, Henry Pollock intègre pleinement l'effectif professionnel des Northampton Saints. En novembre 2024, il est sélectionné en équipe d'Angleterre A (équipe d'Angleterre réserve). Il est nommé homme du match pour sa performance face à l'Australie A (en). En décembre 2024, il marque un essai lors de ses débuts en Champions Cup avec son club, à l'occasion d'une victoire 38 à 8 contre le Castres olympique. Ce même mois, il signe un contrat de longue durée avec les Saints,. Durant cette première partie de saison, il réussit à s'imposer au sein de l'effectif malgré la concurrence à son poste et son jeune âge, notamment grâce à son impact physique. Plus tard dans la saison, le 15 mars 2025, il honore sa première cape avec l'Angleterre lors du Tournoi des Six Nations face au pays de Galles. Durant la rencontre, il se montre très performant, inscrivant notamment un doublé.
Début mai 2025, il est convoqué pour la tournée des Lions britanniques et irlandais en Australie. Il honore sa première cape avec cette équipe face à l'Argentine le 20 juin suivant.  

## Vie privée
Henry Pollock est éligible pour représenter à la fois l'Écosse et l'Angleterre, bien qu'il ait déjà été sélectionné avec les équipes d'Angleterre des moins de 20 ans et d'Angleterre A. Cette double éligibilité est due au fait que ses parents sont nés en Écosse.
En parallèle au rugby, il suit à temps partiel un cursus en gestion du sport à l'université de Loughborough.
Parmi ses sources d'inspiration au poste de troisième ligne aile figurent l'Australien Michael Hooper et le Néo-Zélandais Richie McCaw. Mais aussi, il cite comme modèles d'anciens joueurs des Northampton Saints, Courtney Lawes et Teimana Harrison.

## Palmarès

### En club
- Vainqueur du Championnat d'Angleterre en 2024 avec les Northampton Saints.
- Finaliste de la Champions Cup en 2025 avec les Northampton Saints.

### En équipe nationale
- Vainqueur du Tournoi des Six Nations des moins de 20 ans en 2024 (Petit Chelem) avec l'équipe d'Angleterre des moins de 20 ans.
- Vainqueur du Championnat du monde junior en 2024 avec l'équipe d'Angleterre des moins de 20 ans.

### Distinctions personnelles
- Élu meilleur joueur du Tournoi des Six Nations des moins de 20 ans en 2024.
- Élu Jeune joueur de la saison du Championnat d'Angleterre en 2025.